# Praga LT vz. 34
Praga LT vz. 34 war die Bezeichnung für einen tschechoslowakischen leichten Panzer, der 1934–1936 in Serie gebaut wurde. Hierbei steht LT für „lehký tank“ = leichter Panzer und „vz. 34“ für das Einführungsjahr 1934.

## Geschichte
Der Panzer LT vz. 34 wurde parallel zum Praga Tančík vz.33 ab 1931 unter der Werksbezeichnung P-II entwickelt. Ursprünglich sah der Hersteller, die Firma Praga, als Hauptbewaffnung ein 4,7-cm-Geschütz vor, beugte sich indessen dann den Vorstellungen der Tschechoslowakischen Armee und baute ein 3,7-cm-Geschütz ein. Der 1932 fertiggestellte Prototyp schnitt bei den Erprobungen gut ab und ging daraufhin in Serie. Es wurden 50 Stück von 1934 bis 1936 hergestellt, die ersten 6 (in den Werken in Schlan gebaut) wurden im Dezember 1935 ausgeliefert, die restlichen 44 aus den Hauptwerken in Prag im Laufe des Jahres 1936. Der Stückpreis betrug 346.750 Tschechoslowakische Kronen. Die fertigen Panzer wurden seit dem Zulauf der stärker gepanzerten Škoda LT vz. 35 nur noch zu Ausbildungszwecken verwendet. Nach dem Inkrafttreten des Münchner Abkommens im Herbst 1938 versuchte die Tschechoslowakei, die mittlerweile veraltenden Panzer zu verkaufen, fand indessen keinen Abnehmer. Infolgedessen waren sie im März 1939 noch vorhanden, 23 Stück sowie der Prototyp fielen in die Hände der Wehrmacht, die übrigen 27 Stück befanden sich auf dem Gebiet der Slowakei und wurden von dieser übernommen. Sie dienten als Ausstattung des in Turt St. Martin stationierten slowakischen Panzerbataillons, das Teil der mobilen slowakischen Brigade war. Indessen waren sie bereits zu Beginn des Russlandfeldzuges im Juni 1941 ausgemustert und dienten nur noch zu Ausbildungszwecken. Während des slowakischen Aufstandes ab August 1944 wurden noch zehn Stück von den Slowaken kurzzeitig mangels anderer Waffen als Kampffahrzeuge eingesetzt, waren aber mittlerweile völlig veraltet und wirkungslos.
Eine Verwendung der in deutsche Hände gefallenen Panzer in der Wehrmacht (auch zu Schulzwecken) ist nicht nachweisbar, sie werden daher nach kurzem Test verschrottet worden sein.

## Technische Beschreibung

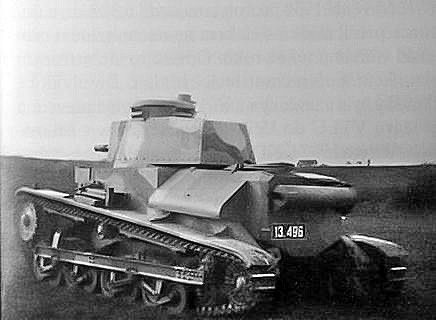
LT vz. 34 Ansicht von hinten

Der Praga LT vz. 34 konnte seine konstruktive Verwandtschaft zum Praga Tančik vz. 33 nicht verleugnen: Sein Fahrwerk war das des Praga Tančik vz. 33, welches lediglich um ein Laufrollenpaar je Seite verlängert war. Das Antriebsrad lag vorne, das Leitrad hinten, die Kette wurde über zwei Stützrollen geführt. Das Fahrzeug konnte 80 cm hohe Hindernisse und bis zu 2,00 m breite Gräben überwinden, die Wattiefe betrug 80 cm. Der Motor war nach hinten verlegt worden, es war der aus dem LKW Praga N bekannte Vierzylindermotor mit 110 mm Bohrung, 160 mm Hub und damit 6080 cm³ Hubraum, dessen Leistung allerdings von 55 auf 62,5 PS bei 1400/min gesteigert wurde. Der Panzer hatte zwar eine relativ starke Bewaffnung, war jedoch mit seinen genieteten Panzerblechen von acht bis fünfzehn mm Stärke nur sehr schwach gepanzert. Er war auch – wie schon sein kleiner Bruder, der Praga Tančik vz. 33 – angesichts des Gefechtsgewichts von 7,5 Tonnen und einer Leistung von nur 62,5 PS untermotorisiert. Beides hat wohl auch zu seiner relativ schnellen Ausmusterung beigetragen.

## Weitere Entwicklung
Praga P-II-a
Im Jahr 1935 stellte Praga den Prototyp eines verbesserten Panzers mit der werkseigenen Typbezeichnung P-II-a vor. Das Fahrzeug war 10 cm länger, seine Panzerung geringfügig stärker, er wog jetzt 8,5 Tonnen. Insbesondere hatte er einen neuen wassergekühlten 4,8-Liter-Vierzylinder-Motor, der 115 PS (85 kW) entwickelte und die Höchstgeschwindigkeit auf 36 km/h ansteigen ließ. Es blieb bei diesem Prototyp.
Praga P-II-b
1936 stellte Praga den Prototyp eines besser gepanzerten P-II unter der Bezeichnung P-II-b vor. Das Gefechtsgewicht war auf 11 Tonnen gestiegen, der 4,8-Liter-Vierzylindermotor leistete jetzt 120 PS (88,7 kW). Da mittlerweile die Serienfertigung des recht gelungenen Panzers Škoda LT vz. 35 angelaufen war, verfiel auch der Praga P-II-b der Ablehnung.